# 小田急バス新百合ヶ丘営業所
小田急バス新百合ヶ丘営業所（おだきゅうバスしんゆりがおかえいぎょうしょ）は、神奈川県川崎市麻生区王禅寺西にある小田急バスの営業所。主に神奈川県川崎市北部・横浜市北部と東京都町田市東部・稲城市の路線を担当する。営業所記号は町田営業所時代からFを使用する。最寄停留所は「百合ヶ丘カントリー倶楽部前」 である。
2022年（令和4年）10月16日に、東京都町田市野津田町字関ノ上284-1にあった小田急バス町田営業所（おだきゅうバスまちだえいぎょうしょ） を移転して開設された。本項では町田営業所についても記述する。

## 概要

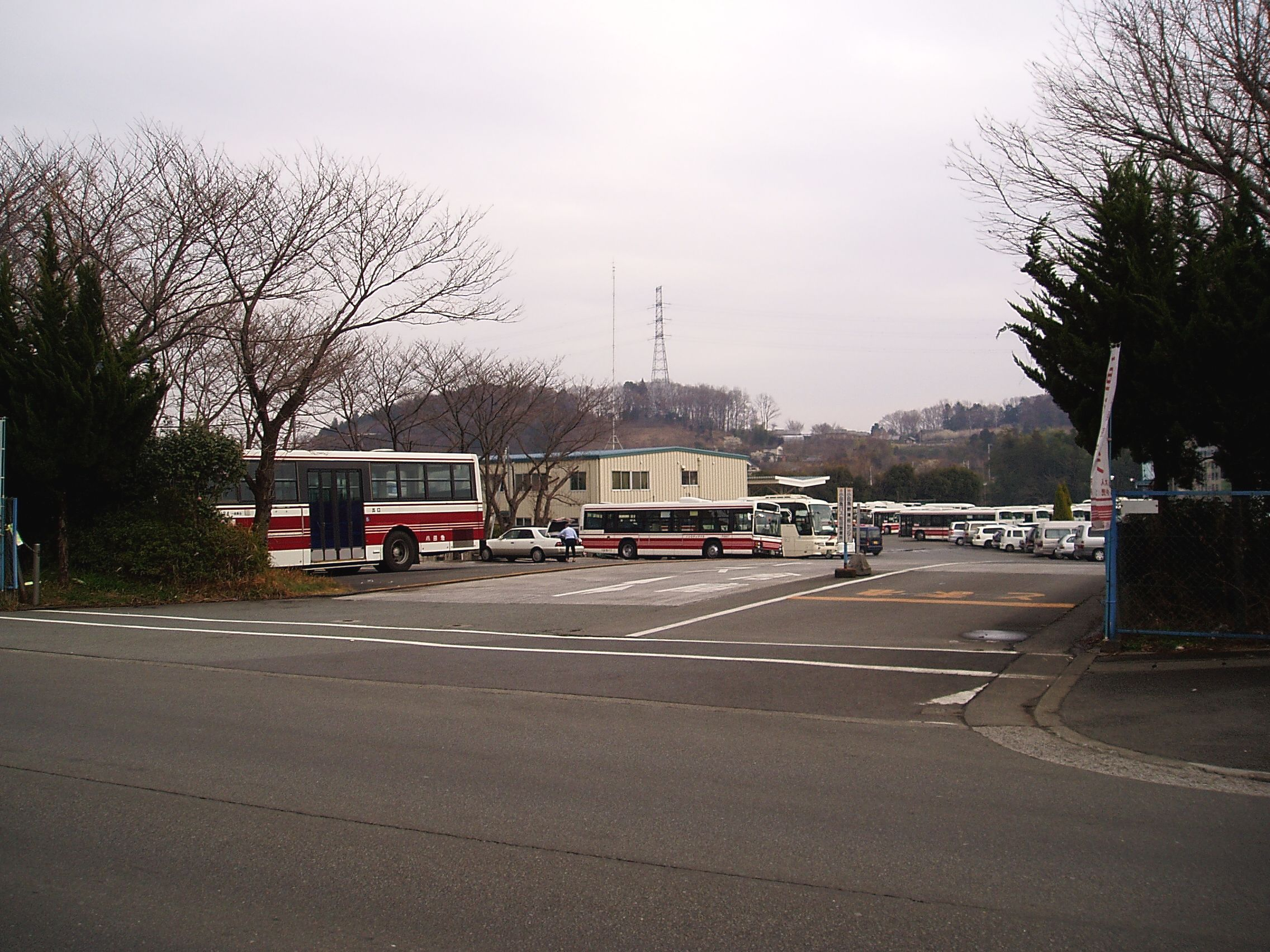
旧・町田営業所

1980年代に入るまで、小田急小田原線鶴川駅や柿生駅を発着する路線は生田営業所（現在の登戸営業所の前身）が管轄していたが、従来から担当している新百合ヶ丘駅発着路線以外にも小田急小田原線沿線を中心に宅地化が進んだため、所管路線を担当できない事態が発生した。そこで、1983年に生田営業所の管轄路線は新百合ヶ丘駅発着路線を中心とし、鶴川駅・柿生駅発着路線を町田市野津田町に新設した「町田営業所」へ移管させた。
一方、新百合ヶ丘駅周辺ではその後の人口増加によって交通渋滞が慢性化していたほか、1990年代に入ってから大型商業施設の開業が相次いだことで周辺道路の渋滞が悪化し、定時運行に支障をきたす状況に陥っていた。そこで、町田営業所を新百合ヶ丘地区に機能移転させることになり、2022年10月に「新百合ヶ丘営業所」が開設された。この移転により、新百合ヶ丘駅などへの回送距離を大幅に削減できる効果も見込まれている。

## 沿革
- 1983年（昭和58年）7月21日 - 小田急バス町田営業所を新設。生田営業所が管轄していた鶴川駅・柿生駅発着の路線を引き継ぐ。
- 1985年（昭和60年）12月16日 - 小田急バス初の深夜バス（鶴川駅 - 鶴川団地、鶴川駅 - 奈良北団地の2路線）を運行開始。
- 1988年（昭和63年）11月18日 - 町田営業所敷地内に小田急百貨店野津田物流センターを開設[2]。
- 2007年（平成19年）11月1日 - 当営業所管内でICカード乗車券（PASMO / Suica）を使用開始。
- 2011年（平成23年）9月1日 - 小田急バスで唯一町田駅に乗り入れていた柿20（柿生駅北口～町田バスセンター）を廃止。
- 2012年（平成24年）8月1日 - 新26「新百合ヶ丘駅 - 新百合ヶ丘総合病院」（2点間の直行バス）の新規運行を開始。
- 2013年（平成25年）6月2日 - 整備工場の機能を登戸営業所に移転[3]。
- 2016年（平成28年）6月1日 - 稲11・稲12が「前乗り後降り・運賃先払い方式」に変更[4]され、小田急バスから「後乗り前降り・運賃後払い方式」の路線が消滅した。
- 2017年（平成29年）2月16日 - 登戸営業所から新01・稲02・新05・新06が移管。
- 2020年（令和2年）11月16日 - 新型コロナウイルス感染拡大に伴い、利用状況を踏まえた大規模なダイヤ改正を実施。
- 2021年（令和3年）6月30日 - 利用状況を踏まえ、空港連絡バス羽田線の回数券の発売を終了[注釈 2][5]。
- 2022年（令和4年）10月16日 - 町田営業所を移転して新百合ヶ丘営業所を開設[1]。
- 2023年（令和5年）
  - 5月15日 - 川崎市内運賃を改定[6][注釈 3]。
  - 7月1日 - 神奈川中央交通における運賃改定に併せて、鶴08・鶴10・鶴11・鶴12・鶴13・鶴26と玉川学園コミュニティバス（玉ちゃんバス）で運賃改定を実施[7]。
  - 7月30日 - 登戸営業所から新10・新15・新18・新19・新20・新25・百02が移管[8]。
  - 9月1日 - 柿23・新21・新23・新25系統の東急バス撤退に伴うダイヤ改正を実施[9][10]。これに伴い、これらの路線に有効な共通定期券の取り扱いを終了[注釈 4]。
  - 9月16日 - 京王バスにおける運賃改定に併せて、新05・新08・柿24の武相地区運賃と、稲11・稲12の全線の運賃を改定[11]。
- 2024年（令和6年）3月16日 - 登戸営業所から新04が移管[12]。また、稲城市コミュニティバス（iバス）で運賃改定を実施[13]。
- 2025年（令和7年）4月1日 - 京王バス多摩営業所から、若01を再移管される[14]。

## 現行路線
2023年5月14日までは川崎市内と横浜市内とで運賃が異なっており、川崎市内（東京都稲城市の一部を含む）は210円、横浜市内は220円となっており、川崎市内停留所から横浜市内方面へ向かう場合は、行き先を乗務員に申告する必要があった。翌15日以降は、一部系統を除いて川崎市内運賃が220円となり、横浜市内と同一運賃となったため、行き先の申告をする必要がなくなった。なお、2024年6月1日より、均一運賃区間は240円に改定されている。

### 柿生線

#### 柿生駅 - 下麻生 - こどもの国方面
- 柿21：柿生駅南口 - 中谷都 - こどもの国（休日1往復のみ）

柿生駅からこどもの国方面へ向かう。柿生駅南口付近は道が狭く、バスが歩行者とすれすれで通行する状態であり、駅付近での行き違いが困難なため、誘導員によるトランシーバーを使った連絡が必須であった。こういった問題を解決するため、2007年（平成19年）4月1日より旧停留所から約70m離れた場所に設置された仮設ターミナルから発着するようになった。
2011年9月1日のダイヤ改正で、柿20（後述）が廃止されて町田への路線が消滅、残された柿21も大幅に減便された。近年は1日4往復で推移していたが、2020年11月16日のダイヤ改正以降は1日2往復、2021年10月16日のダイヤ改正で、1日1往復のみとなり、さらに2022年9月1日のダイヤ改正で、休日1往復のみとなった。

##### 柿生駅 - 下麻生 - 桐蔭学園・市が尾・寺家町方面

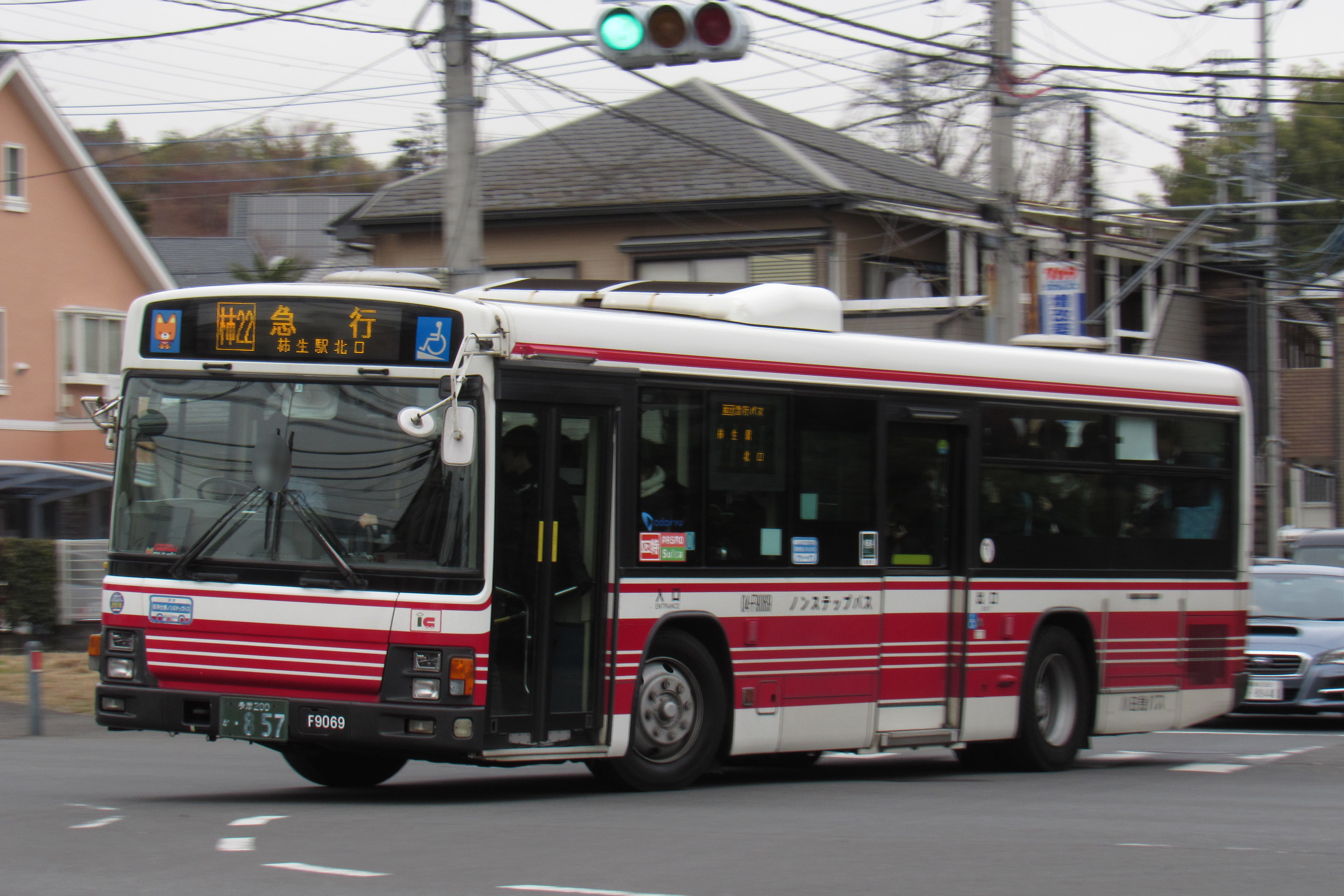
柿22の急行便(04-F9069)

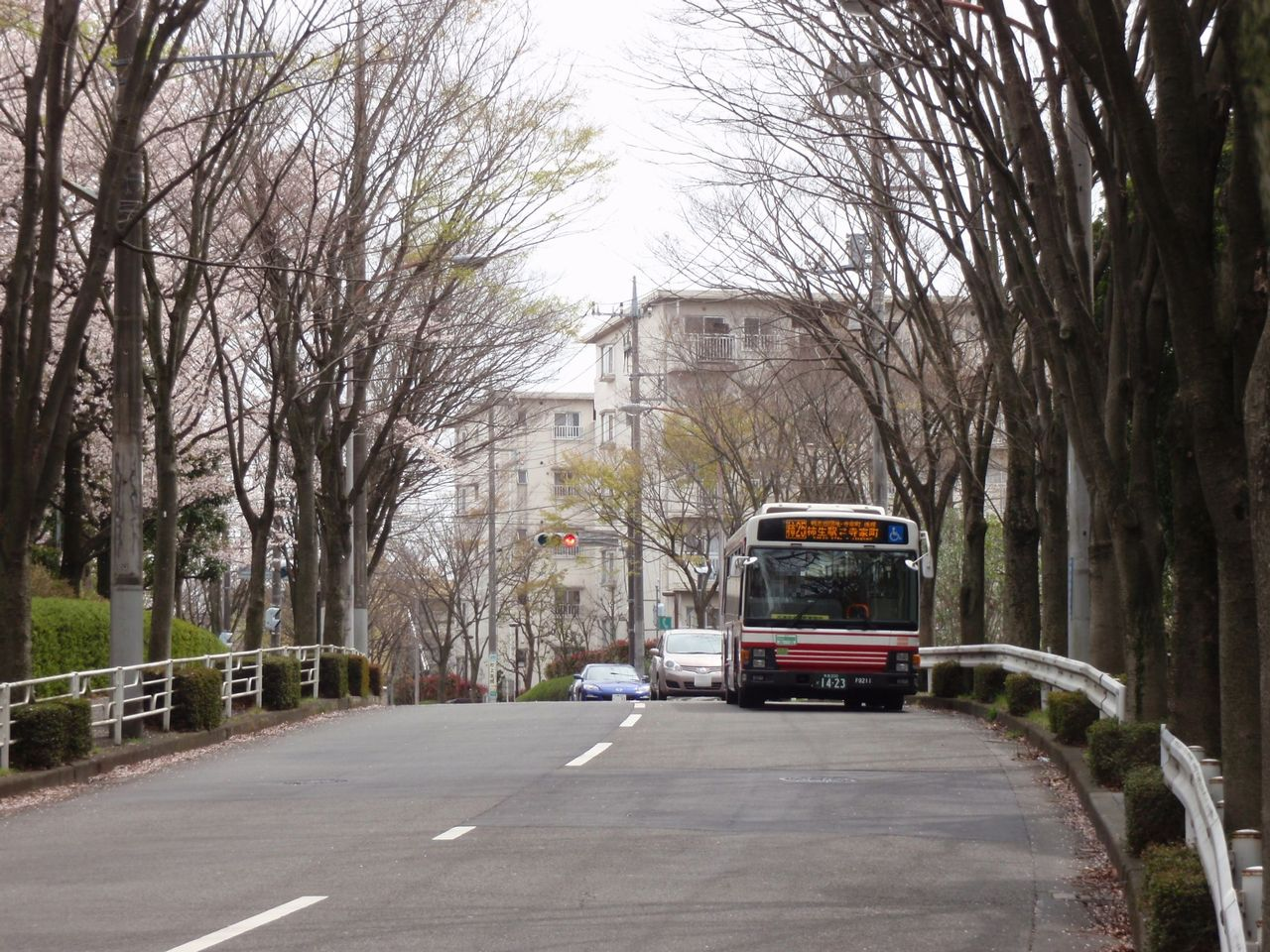
柿25(06-F9211)

- 柿22：柿生駅北口 - 下麻生 - 桐蔭学園
- 柿22(急行)：柿生駅北口 -（急行）- 桐蔭学園（平日・土曜のみ）
- 柿23：柿生駅北口 - 下麻生 - 桐蔭学園入口 - 大場町入口 - 市が尾駅
- 柿25：柿生駅北口 → 下麻生 → 中谷都 → 鴨志田団地 → 寺家町 → 下麻生 → 柿生駅北口（鴨志田団地・寺家町循環）

柿生駅北口から県道12号を経由して下麻生方面へと向かう路線で、川崎市麻生区と横浜市青葉区を走行する。途中の新中野橋停留所における各種案内は、小田急バスでは「しんなかのはし」と濁らないのに対し、東急バス・神奈川中央交通は「しんなかのばし」と濁っているという違いがある。なお、この停留所の名前の由来となった「仲野橋」の読みは、「なかのはし」と濁らないのが正しい。
上記の系統で本数が多いのは柿22系統で、桐蔭学園のバスロータリーへ向かう。通学時間帯には途中ノンストップの急行便も運行され、柿生駅北口からは登校時間帯に合わせて、7時台と8時台に、合わせて13本(土曜は12本、日曜は運休)運行されている。一方、桐蔭学園からは下校時間帯に合わせて、平日の15時〜18時台に12本(2023年9月1日のダイヤ改正より、17・18時台にも急行が設定された)、土曜の12・13時台に6本運行されている。また、桐蔭学園で行事などがある場合は急行の臨時便も運行されることがある。なお、桐蔭学園の休校期間には休校ダイヤが組まれ、急行便が運休となるほか、朝夕を中心に柿22が減便される。
柿23系統は、柿生駅北口と東急田園都市線市が尾駅を結ぶ。上鉄鴨志田口 - 市が尾駅間は、並行する東急バス市43・青27系統との共通定期券の取り扱いがある。1時間に1 - 2本運行されるが、最終便が21時台と早い。桐蔭学園ロータリーには乗り入れないが、桐蔭学園入口停留所を経由するため、上記柿22の本数が減少する平日日中や日曜などに通学輸送を補完する役目もある。2011年9月1日より東急バスとの共通定期券が導入された（柿26には乗車不可）。また、他の東急バス路線と同様に、市が尾向けのみ東口商栄会通り停留所（降車専用）を経由する（柿26も同様）。なお、青葉区総合庁舎停留所は、市が尾向けは新道、柿生向けは旧道にそれぞれ設置されているが、例年秋には青葉区民マラソンが行われ、市が尾駅付近で交通規制が発生する関係上、当該時間帯に限り新道の停留所（市が尾向け）が使用不可となり、旧道に臨時停留所が設置される。
2023年9月1日のダイヤ改正で、共同運行相手の東急バスが撤退し、全便が小田急バスの運行となった。これにより、前述の区間を除く、柿23に有効な全ての共通定期券の取り扱いが終了となった。
柿25系統は、柿生駅北口から上鉄鴨志田口の手前まで柿22・柿23と同一経路を走行した後、鴨志田団地、寺家町方面を経て柿生駅北口に戻る循環路線。寺家町方面への乗り入れを行う前は鴨志田団地で折り返す経路となっていた。以前は高頻度で運行されていたが、後年になって大幅に減便されており、2021年10月16日のダイヤ改正時点では、平日3便・土休日4便となっている。
2023年5月14日までは早野停留所が運賃の境目となっており、柿生駅側は川崎市内運賃、桐蔭学園・市が尾駅・寺家町側は横浜市内運賃が適用されていた（柿21も同様）。
かつては神奈川中央交通も柿23の運行を担当しており、撤退後も柿26（若葉台駅 - 柿生駅北口 - 市が尾駅）として土曜に1往復のみ運行を継続していたが、2024年3月9日をもって運行を終了した。この路線は柿生駅 - 市が尾駅間で柿23と同じルートを通っていたものの、柿生駅においては北口バスロータリーには入らず、津久井道（県道3号線）上に設置された専用の停留所に停車していた。この停留所は、柿26・柿27廃止以降も淵24系統（淵野辺駅 - 登戸）が残されていたため存続したものの、2025年3月29日の運行をもって廃止されたため撤去された。

##### 柿生駅 - 片平中央 - 稲城・若葉台方面

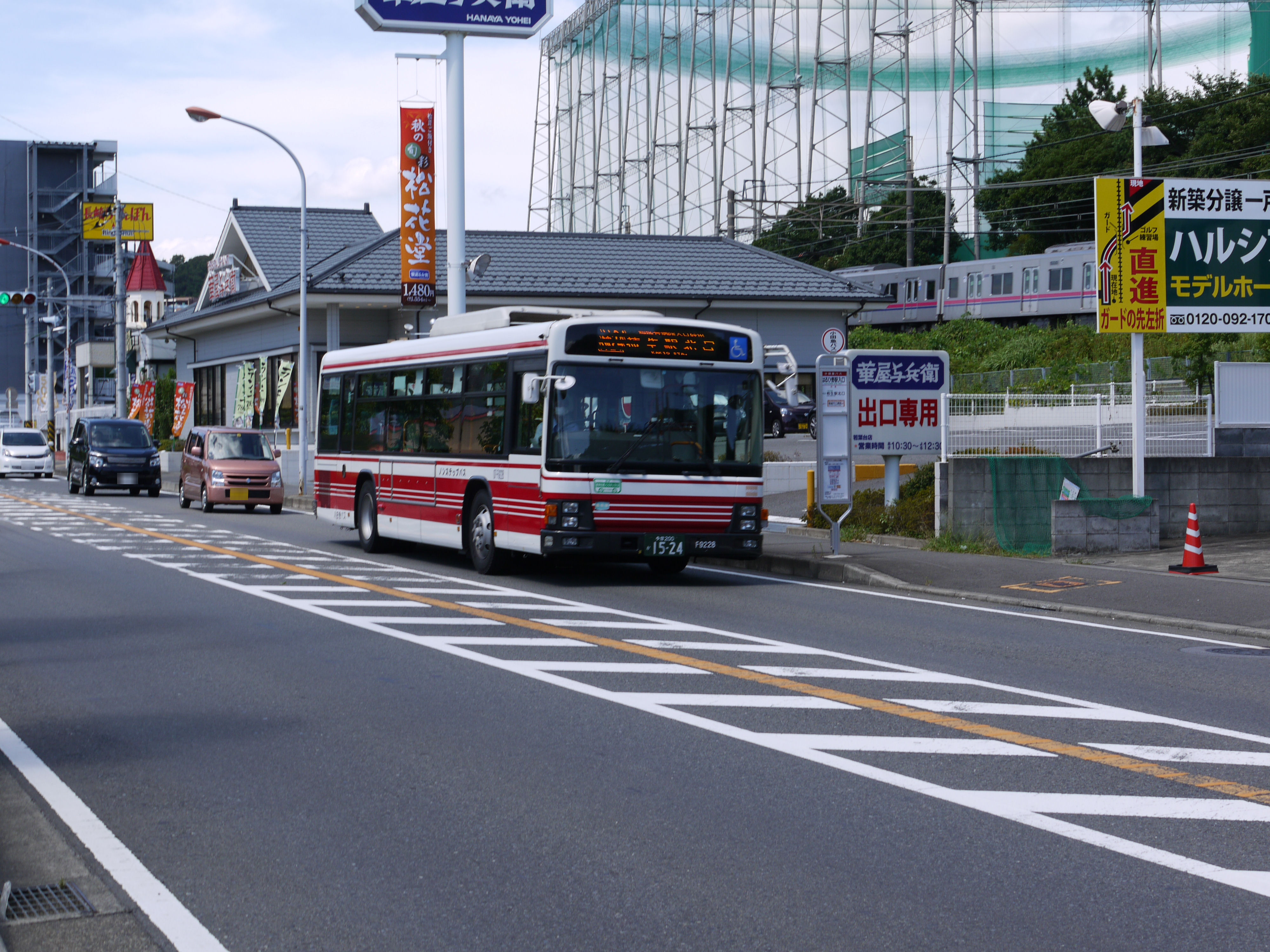
はるひ野駅入口に停車する柿24(07-F9228)

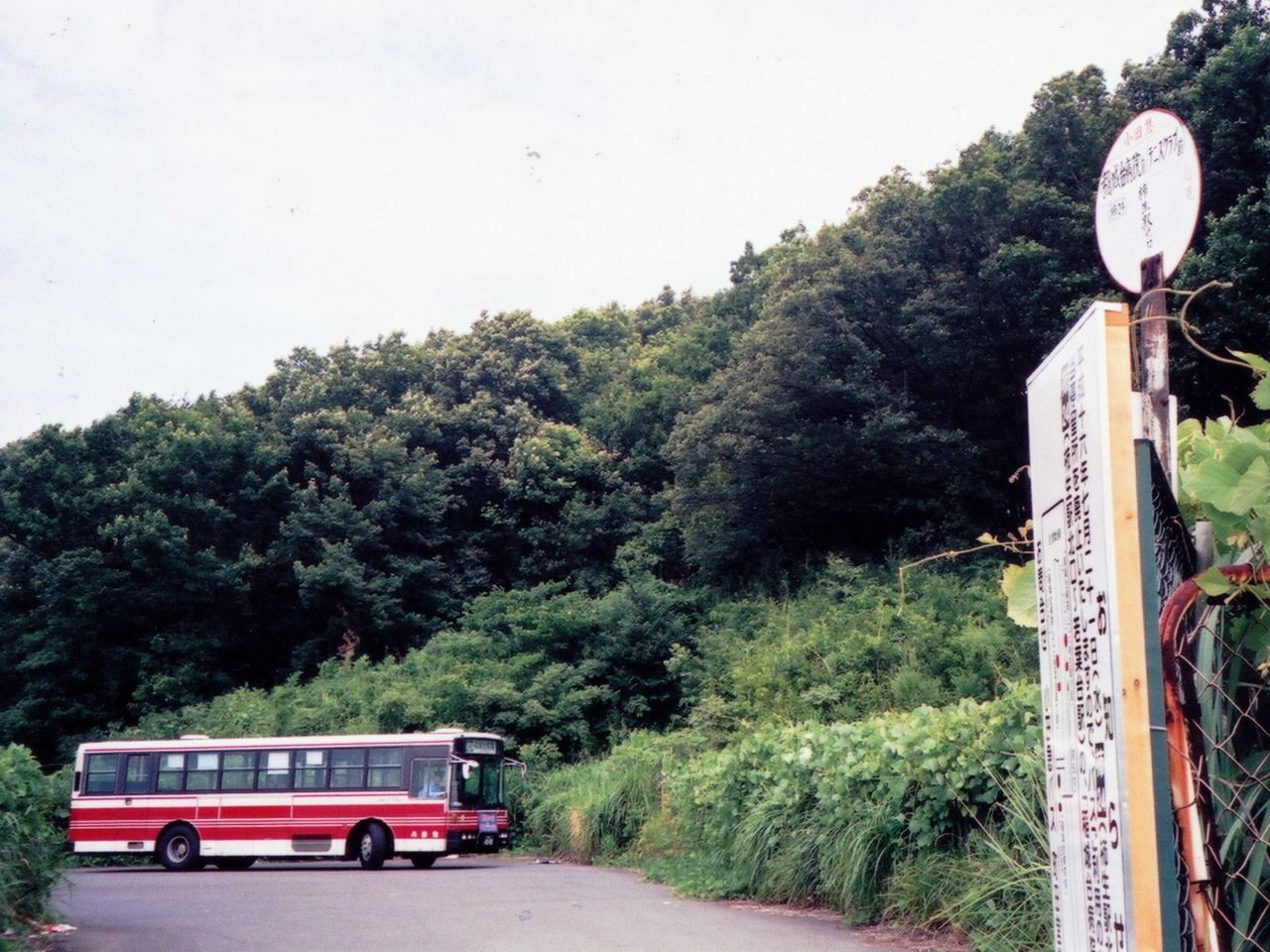
かつて使用されていた稲城台病院折返場(F740)

- 柿24：柿生駅北口 - 片平中央 - 下黒川 -（← 若葉台駅←）- 稲城市役所 - 矢野口駅 - 調布駅南口（休日1往復）
- 柿24：柿生駅北口 - 片平中央 - 下黒川 -（← 若葉台駅←）- 駒沢学園 - 稲城駅
- 柿24：柿生駅北口 - 稲城台病院入口 - 若葉台駅（休日1往復のみ）
- 柿24：柿生駅北口 → 片平中央 → 下黒川 → 駒沢学園（平日・土曜1便のみ）
- 柿24：柿生駅北口 → 片平中央 → 下黒川（夜間1便のみ）
- 無番 ：柿生駅北口 - 平尾団地（休日1往復のみ）

柿24系統は原町田駅 - 袋橋 - 柿生 - 調布駅を走っていたものが柿生で分割された路線。数少ない多摩川を渡る路線でもあるが、多摩川原橋付近の慢性的な渋滞により、正常な運行が阻害されるようになり、調布駅に至る便は徐々に減少した（渋滞は拡張工事などによりほぼ解消）。下黒川は京王相模原線若葉台駅の最寄停留所であるが、稲城台病院経由若葉台駅行を除き、若葉台駅のロータリーには乗り入れない。若葉台駅発着便は、2004年まで運行されていた稲城台病院行きを延伸したもので、運転時間・本数共に稲城台病院行き時代を踏襲しており、平日土曜は4本、休日は5本の運行であったが、2013年10月1日のダイヤ改正で休日1往復のみの運行となった。
現在主力となっているのは区間便である稲城駅発着便で、駒沢学園を経由するが稲02・新06より本数は少ない。1時間当たりの運行本数は1本程度（平日・土曜の朝は2 - 3本）で、最大で2時間以上間隔が開く時間帯も存在する。
2011年3月1日から、柿24の柿生駅北口発のうち、平日・土曜の8:00発と日曜・祭日の8:20発が路線免許維持のために調布駅南口まで運行され、それ以外の時間帯は矢野口駅南口駅前広場の完成を受けて現状運行本数分をそのままに短縮し、「柿生駅北口 - 矢野口駅線」として運行が開始された。同時に矢野口駅経由便の経路変更が実施され、京王バスの調21系統と共に矢野口駅南口駅前広場への乗り入れが開始された。後に矢野口駅に乗り入れるようになった読01も同様である。
また、従来の矢野口駅停留所は「矢野口駅東」に名称変更され、矢野口駅南口駅前広場に乗り入れない「新宿駅西口 - よみうりランド線」は従来通り使用される。
その後、2013年10月1日のダイヤ改正で運行本数の削減を行い、矢野口駅発着便と稲城駅 - 下黒川の区間便、平日・土曜の調布駅南口発着便、若葉台駅発着便を廃止し、休日の調布駅南口発着便（運行時間を変更し、柿生駅北口13:15発、調布駅南口14:10発。駒沢学園は経由せず）と若葉台駅発着便各1往復を除く全便が柿生駅北口 - 稲城駅の運行となった。2015年5月16日には稲城駅・調布駅南口発着便が柿生駅方面に限って若葉台駅のバスロータリーに乗り入れるようになった。ただし若葉台駅発着便とは違いはるひ野駅入口、稲城台病院入口を経由せず下黒川～若葉台駅を往復する形になる。また、2020年11月16日のダイヤ改正で、若葉台駅発着便は柿生駅北口18:33発、若葉台駅19:08発となり、約8時間の大幅な繰り下げが実施された。
運賃は、稲城台病院入口 - 若葉台駅の相互間の利用の場合は武相地区運賃（200円）、その他の区間は均一運賃（240円）となっているが、矢野口駅 - 調布駅南口間は運賃改定前から都区内均一運賃（当時220円）が適用されていた。このため、調布駅南口行きに乗車する際は、行き先を乗務員に申告して運賃を支払うようになっていた。
柿生駅北口 - 平尾団地線は、2020年1月27日のダイヤ改正で新08の延伸と同時に新設された路線。柿24と同じ経路で吾妻まで走行し右折。栗平駅の脇を通過し新設された日大アスレティックパークを経由して平尾中央通りに合流する。そして新08と同じ経路を走行し平尾団地へ向かう。新設時から俗にいう「免許維持路線」であり、運行本数も日曜・祝日の1往復のみである。
2023年9月1日のダイヤ改正で、柿24の区間便として柿生駅北口 → 駒沢学園便、柿生駅北口 → 下黒川便が新設。前者は平日・土曜の朝8時台1便、後者は21時台の終車で、どちらも従来の稲城駅ゆきを区間短縮した形となっている。

#### 鶴川駅 - 三輪緑山 - こどもの国方面
- 鶴05：鶴川駅 - こどもの国（不定期運行）
- 鶴06：鶴川駅 - こどもの国 - 三菱ケミカル前（平日朝夕のみ）
- 鶴07：鶴川駅 -  こどもの国 - 奈良北団地
- 鶴09：鶴川駅 - ことり橋 - 奈良北団地

鶴川駅から南下して横浜市北部地区へ向かう。鶴07系統はこどもの国まで南下した後、再び北上して奈良北団地に入る。折り返し場は横浜市営バス・東急バス奈良北団地折返場とは別位置にある。鶴06系統は平日の朝夕のみ運行され、本数は朝に1往復・夜に鶴川駅行きが2本のみとなっている(夜の鶴川行きは奈良北団地から回送)。終点・三菱ケミカル前では三菱ケミカル駐車場で折返す。2017年4月に三菱化学・三菱樹脂・三菱レイヨンの統合による社名変更に伴って、停留所名も三菱化学前から三菱ケミカル前に変更された。鶴05系統は、日曜・祝日の多客時のみに運転する不定期路線。

鶴09系統は、地域の要望などによって2006年3月に運行開始した路線で、三輪緑山二丁目まで鶴07と同経路だが、都県境近くの緑山・玉川学園台を経由して奈良北団地へ直接向かう。同地区はこれまで横浜市営バス・東急バスが青葉台駅から緑山循環を運行していたが、小田急の運行は初となる。なお、横浜市営バスは2007年に撤退、東急バスにおいても2024年3月31日をもって青葉台駅から直接運行されなくなっており（青56系統廃止）、日体大での乗り継ぎ（青61系統から緑山61・62系統に乗り継ぎ、青葉台方面はその逆）で補完されている。奈良北団地発は6時台～16時台、鶴川駅発は7時台～22時台まで1時間に1本運転される。鶴07では鶴11と同様に、小田急初の深夜バスとして1985年12月から深夜バスを運行していたが（先述）、2020年11月16日のダイヤ改正をもって廃止され、同時に日中時間帯を中心に減便された。
2023年5月14日までは三輪緑山二丁目停留所が運賃の境目となっており、鶴川駅 - 三輪緑山二丁目の相互間の利用の場合は川崎市内運賃、その他の区間は横浜市内運賃となっていた。なお、岡上 - 三輪緑山二丁目は川崎市麻生区の飛び地となっている。

#### 鶴川緑山住宅循環
- 鶴08：鶴川駅 → 鶴川緑山住宅 → 鶴川駅（神奈川中央交通町田営業所と共同運行）

鶴川駅と南下した丘にある緑山住宅を結ぶ循環路線。終点側の三輪入口 - 鶴川緑山住宅 - 三輪入口間の相互間利用の場合は武相地区運賃（210円）、鶴川駅 - 三輪入口間の相互間利用の場合は川崎市内運賃（240円）、三輪入口を跨いで乗車する場合は250円となっている。なお、2023年5月15日に実施された川崎市内運賃改定時には、この路線の川崎市内運賃適用区間を据え置きとしていたが、同年7月1日の運賃改定に合わせて、この区間も改定された。ただし、2024年6月1日の運賃改定では、神奈中は据え置き（220円のまま）とされた。

#### 千都の杜中央循環
- 鶴10：鶴川駅 → 千都の杜中央 → 鶴川駅（神奈川中央交通町田営業所と共同運行）

鶴川駅から北東部にある新興住宅地「千都の杜」への循環路線で、当初は神奈川中央交通の単独路線として2003年2月に開設されたが、同年8月より小田急バスとの共同運行に変更された。東京都道・神奈川県道3号世田谷町田線から千都の杜に入り、能ヶ谷二丁目（旧・鶴川第二小学校）を経て鶴川駅に戻る。武相地区運賃が適用されるが、全区間で均一運賃（210円）である。

#### 鶴川駅 - 鶴川団地方面
- 鶴11：鶴川駅  - センター前 - 鶴川団地（神奈川中央交通町田営業所と共同運行）
- 鶴12：鶴川駅 → センター前 → 鶴川団地 → 鶴川駅（北廻り循環）
- 鶴13：鶴川駅 - 平和台入口 - 鶴川六丁目 - 鶴川団地（神奈川中央交通町田営業所と共同運行）

鶴川駅から鶴川団地へ向かう路線。団地輸送だけでなく、沿線にある国士舘大学の学生輸送も兼ねているため、後述する神奈中の町50系統を含めて朝夕間5 - 10分間隔、日中は12分間隔で運行されている。鶴11系統と鶴13系統は神奈川中央交通町田営業所と共同運行。かつては鶴12系統も神奈中と共同運行だったが、2015年11月4日のダイヤ改正で大幅に減便された。特に鶴12南廻り循環は両社とも撤退して路線廃止となり、鶴12北廻り循環は小田急バス担当便の夜間1本のみとなった。鶴川駅 - 能ヶ谷二丁目もしくは能ヶ谷二丁目 - 鶴川団地の相互利用の場合は武相地区運賃（210円）、能ヶ谷二丁目をまたいで乗車する場合は均一運賃（240円）となっている。また、鶴川団地停留所に関して、神奈中は「鶴川団地」、小田急は「鶴川団地引返場」という名称を使用していたが、2015年12月21日から「鶴川団地」に名称が統一され、同時に途中の鶴川病院前停留所は「鶴川中央公園」に、鶴川第二小学校停留所は「能ヶ谷二丁目」にそれぞれ名称変更された。なお、神奈中においては、鶴川団地から鶴11と同ルートで鶴川駅から先、金井・藤の台団地経由（鶴川駅から先は町54と同ルート）で町田バスセンター（2017年3月20日以前は町田駅）まで向かう町50系統も存在し、鶴川駅 - 鶴川団地間で当路線との共通定期券が使用できる。ただし、町50の場合は中乗り前降りの運賃後払い（整理券方式）となっているので注意が必要である。鶴11の深夜バスは、2020年9月5日のダイヤ改正で小田急担当便が廃止され、神奈中担当便においても2021年9月27日のダイヤ改正で廃止され、約50年の歴史に幕を閉じた。なお、同日に神奈中が所管している鶴57系統（鶴川駅 - やくし台センター）の深夜バスも廃止されたため、鶴川駅発の深夜バスは全て廃止となった。

2022年10月16日のダイヤ改正で、全時間帯において毎時約1本ずつ減便され、鶴12北廻り循環は平日の運行が廃止となり土休日のみの運行に変更された。

#### 鶴川駅 - 真光寺公園方面

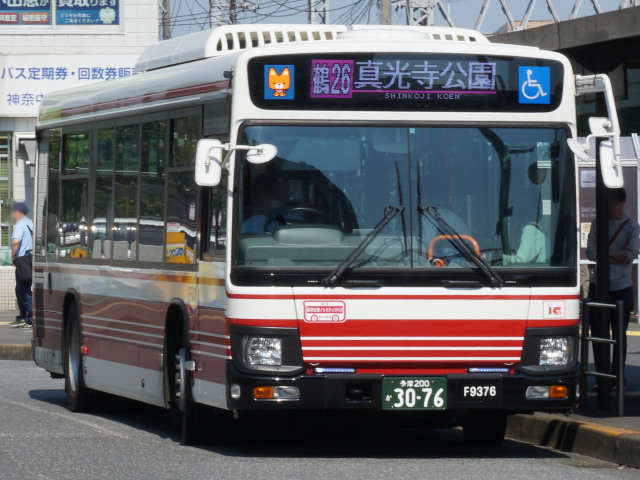
鶴26(16-F9376)

- 鶴26：鶴川駅 - 真光寺公園（神奈川中央交通町田営業所と共同運行）

鶴川駅と鶴川台地区を結ぶ路線として、1998年に鶴23（鶴川駅 - 平和台入口 - 和光学園）の代替で新設された。小田急は朝夕を中心に運行されており、日中は1時間に1-2本と少ないにもかかわらず乗客は多いことから、2015年11月4日のダイヤ改正で増便および等間隔の運行に変更された。鶴川駅 - 能ヶ谷二丁目の相互利用、能ヶ谷二丁目 - 真光寺公園の相互利用の場合は武相地区運賃（210円）、能ヶ谷二丁目をまたいで乗車する場合は均一運賃（240円）となっている。
鶴川駅発着路線は、以前は「鶴川線」を名乗っていたが、2022年10月16日のダイヤ改正で柿生線に統合された。

### 虹ヶ丘線

#### 新百合ヶ丘駅 - 真福寺 - あざみ野駅方面
- 新21：新百合ヶ丘駅 - あざみ野ガーデンズ（早朝・夜間のみ）

- 新23：新百合ヶ丘駅 - あざみ野駅

- 新23：王禅寺中央中学校 - あざみ野駅（早朝・夜間のみ）

新百合ヶ丘駅から真福寺・もみの木台経由で東急田園都市線・横浜市営地下鉄ブルーラインあざみ野駅へ向かう。1989年の運行開始時から東急と共同運行していたが、当初は全便が嶮山スポーツガーデン（現：あざみ野ガーデンズ）折返しの新21系統だった。1991年（平成3年）にあざみ野駅まで延伸されて現在に至る。
東急田園都市線と小田急小田原線を縦に結ぶだけでなく、桐蔭学園の生徒や、沿線の団地輸送も兼ねていることから乗客は非常に多い。小田急線新百合ヶ丘駅周辺と横浜市営地下鉄を短絡する役割も持っている。また、虹が丘小学校 - あざみ野駅間で東急バスのあざみ野線と並行するが、あざみ野駅での乗り場を分けることにより、遠近分離を図っている。平日は朝夕が1時間に5 - 6本、日中は15分間隔の毎時4本が基本で、土休日は夜間が毎時3本と減るが、土曜朝は沿線高校の通学対策により平日と同等の本数が確保されている。2020年11月16日のダイヤ改正で柿生線に統合されたが、2022年10月16日のダイヤ改正で再び独立した。
2023年5月14日まではすすき野二丁目停留所が運賃の境目となっており、新百合ヶ丘駅側は川崎市内運賃、あざみ野駅側は横浜市内運賃となっていた。

2023年9月1日のダイヤ改正で、共同運行相手の東急バスが撤退し、全便が小田急バスの運行となった。また、2012年4月1日のダイヤ改正で廃止となっていた小田急バスとしての新21が復活した他、新23 王禅寺中央中学校前 - あざみ野駅便が新設。なお、新23に有効の共通定期券の取り扱いは全て終了となった。

### 平尾線

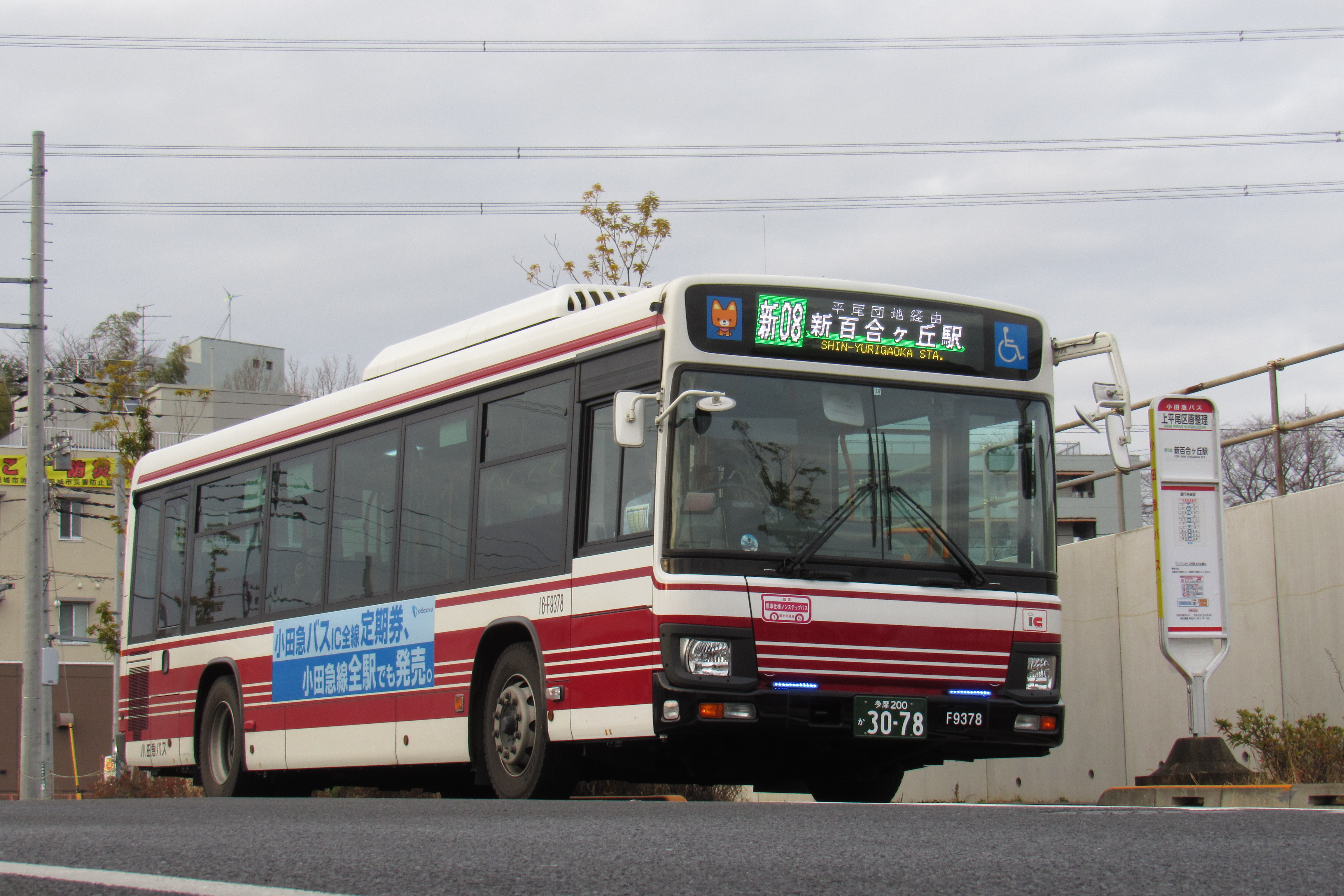
上平尾区画整理(現・平尾四丁目)に停車する新08(16-F9378)

#### 新百合ヶ丘駅 - 平尾団地 - 稲城・若葉台方面
- 新01：新百合ヶ丘駅 - - 平尾団地（深夜バスあり）
- 新04：新百合ヶ丘駅 - 金程 - 向原（深夜バスあり）

- 新05：新百合ヶ丘駅 - 平尾団地 - 駒沢学園 - 稲城駅 - 稲城市立病院
- 新05：新百合ヶ丘駅 → 平尾団地 → 稲城駅 → 稲城市立病院（平日朝2本のみ）
- 新06：新百合ヶ丘駅 - 平尾団地 - 駒沢学園
- 新06(直行)：新百合ヶ丘駅 -（直行）- 駒沢学園（平日のみ）
- 新08：新百合ヶ丘駅 - 平尾団地 - 若葉台駅
- 稲02：稲城駅 - 駒沢学園 - 平尾団地 - 新百合ヶ丘駅
- 稲02：稲城駅 - 平尾団地 - 新百合ヶ丘駅（早朝・夜間のみ）

東京都稲城市南部地区と、小田急小田原線新百合ヶ丘駅を結ぶ。新08を中心に運行されており、上平尾までは1時間に5 - 6本、駒沢学園までは1時間に2 - 3本と頻繁に運行されているが、稲城駅まで向かうバスは1時間に1 - 2本程度と少ない。しかし、稲城駅に向かう途中の停留所からの需要も高く、稲03（駒沢学園 - 宮の台 - 稲城駅）や柿24の大半（柿生駅 - 下黒川 - 駒沢学園 - 稲城駅）と合わせて、駒沢学園から稲城駅の通学輸送も担っている。新06では、朝の駒沢学園向けと夕方の新百合ヶ丘駅向けにおいて、直行便も運転されている。なお、休日には原則運行されないが、駒沢学園で行事などがある場合には、臨時の直行便が運行されることがある。なお、駒沢学園の休校期間には休校ダイヤが組まれ、一部の直行便が運休となるほか、一部の新06が平尾団地までに短縮され、新01として運行される。
新04系統は、麻生区北端部の向原地区と新百合ヶ丘駅を結ぶ路線で、終日を通して1時間に2 - 3本程度運行されている。新03・新07（登戸営業所所管）の支線的役割を持つ路線で、金程四丁目から新03・新07と分かれ、金程中学校から向原二丁目の間で一度坂を下り、そこから終点向原まで上り坂を上がる。終点の向原は住宅地でありながら、ところどころに畑がある川崎市麻生区の市街化調整区域であり、バスは片側1車線の道路の終端部にある折返所で折り返す。
新05系統は日中のみ運行で、以前は1時間に1本の運行であったが現在は平日・土曜が2時間に1本。休日に至っては1日に4便のみの設定で、運行間隔が最大4時間開く。稲城駅まで稲02と同じルートで運行した後、稲城市立病院に向かう。稲城市内で交通規制が行われる際は、一部便が稲城駅までに短縮され、稲02として運行されることがある。
稲02と新05のうち朝夕（新05は朝の稲城市立病院行き2便のみ）に運転される便は駒沢学園を経由しない。以前は駒沢学園のバス停が学園構内にあり、学園構内までバスが乗り入れていた。
新08系統は2014年12月1日に新設された路線。2020年1月26日までは宅地開発中の上平尾区画整理まで向かっていたが、坂浜平尾線の開通により、翌日から上平尾区画整理を平尾四丁目に改称したうえで、京王相模原線の若葉台駅まで延伸された。新08の延伸と同時に、従来の上平尾区画整理停留所付近にあった折返場も閉鎖された。
運賃は、新05の稲城市保健センターと稲城市立病院の相互間、または新08の若葉台一丁目と若葉台駅の相互間を利用する場合に限り武相地区運賃（200円）が適用され、その他の区間は川崎市・稲城市共に均一運賃（240円）が適用される。
平尾地区は稲城市でありながら丘で隔てられた場所で、稲城市内の各駅よりも川崎市内にある新百合ヶ丘駅との結びつきが強い。
沿線には団地が多く、駒沢学園があるため、終日にわたって利用者が多い。新百合ヶ丘駅ではバスが遅れれば遅れるほど、乗り場に出来る列が多くなり、積み残しも発生する。
2017年2月15日までは新08以外の全系統が登戸営業所（2013年6月1日までは生田営業所）の担当だったが、2017年2月16日ダイヤ改正で移管され、併せて新08が平尾団地を経由するようになった。
2020年11月16日のダイヤ改正で、それまでは平尾団地まで日中10分間隔の毎時6本、夕ラッシュ時7.5分間隔の毎時8本が運行されていたが、日中10 - 13分間隔の毎時5.5本、夕ラッシュ時10分間隔の毎時6本に大幅減便となり、新05が60分間隔から120分間隔となった。
2024年3月16日のダイヤ改正で新04が登戸営業所から移管。新05・稲02を中心に減便が目立ち、日中にも平尾団地止まりの新01の設定が復活した。

#### 新百合ヶ丘駅 - 新百合ヶ丘総合病院（直行バス）

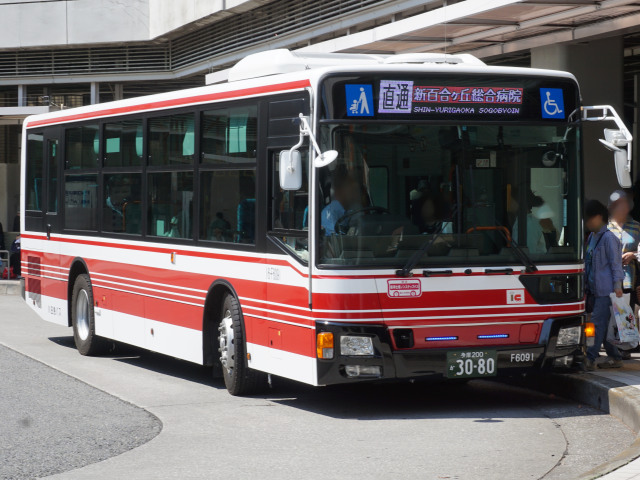
新26(16-F6091)

- 新26(直行)：新百合ヶ丘駅 - 新百合ヶ丘総合病院

新百合ヶ丘総合病院の開院（2012年8月1日）に併せて、新百合ヶ丘駅から直行バスの新規運行が開始となった。

平尾線のルート上を経由しているが、「麻生区役所前」・「麻生警察署前」両バス停には停車しない。行き先表示では系統番号の横に「直行」の文字を大きく表示し、側面には「病院直行バス」と表示する。以前は虹ヶ丘線の所属であったが、2020年11月16日のダイヤ改正で平尾線に統合された。主に虹ヶ丘線と平尾線の車両が担当する。

### 王禅寺線

#### 新百合ヶ丘駅 - 日本映画大学 - 新ゆりグリーンタウン・大谷・百合ヶ丘駅方面
- 新10：新百合ヶ丘駅 - 山口台中央 - 白山一丁目 - 新ゆりグリーンタウン（深夜バスあり）
- 新15：新百合ヶ丘駅 - 山口台中央 - 白山北緑地前 - 三井第四住宅 - 大谷（深夜バスあり）
- 新18：新百合ヶ丘駅 → 日本映画大学 → 大谷 → 真福寺 → 新百合ヶ丘駅（深夜バスあり）
- 新18：百合ヶ丘カントリー倶楽部前 → 日本映画大学 → 大谷 → 真福寺 → 新百合ヶ丘駅
- 新19：新百合ヶ丘駅 - 田園調布学園大学
- 新20：新百合ヶ丘駅 -  吹込 - 田園調布学園大学
- 新25：新百合ヶ丘駅 - 吹込 - たまプラーザ駅
- 新25：吹込 - たまプラーザ駅（早朝・夜間のみ）
- 百02：百合ヶ丘駅 - 弘法の松 - 団地坂上 - 三井第四住宅 - 大谷 - 新百合ヶ丘駅
- 百02：百合ヶ丘駅 - 弘法の松 - 団地坂上 - 三井第四住宅 - 大谷
- 無番：新百合ヶ丘駅 ← 日光

2023年7月30日のダイヤ改正で登戸営業所から移管された路線群で、新百合ヶ丘駅から王禅寺方面へ向かう。なお、新17（新百合ヶ丘駅 - 山口台中央 -白山北緑地前 - 西長沢 - 盛源寺・聖マリアンナ医科大学）は引き続き登戸営業所の所管である。
主幹系統は新10系統と新15系統で、早朝を除き基本的に交互に運行される。新10は2021年2月28日までは川崎市バスとの共同運行路線であったが、翌3月1日以降は市バスが撤退し、小田急バス単独運行となった。運行本数は、日中がそれぞれ20分間隔で、駅から分岐点である日本映画大学までは綺麗な10分間隔のパターンダイヤになっている。朝ラッシュ時は駅向けが毎時約6本、夕ラッシュ時は駅発が7.5分間隔の毎時8本が運行される。新15は、20時台になると大谷から先真福寺・日光隧道を経由して駅に戻る新18系統大谷循環として運行される。朝ラッシュ時には、新百合ヶ丘営業所の最寄りとなる百合ヶ丘カントリー倶楽部前始発便も設定され、こちらは登戸営業所からの移管時に新設された。白山地区は坂が多く、新百合ヶ丘駅から近い停留所でも徒歩で駅に向かうことは不可能に近いため、全区間で利用者が多い。大谷折返場に近い白山北緑地前や日生住宅では積み残しが発生することもある。
新19・新20系統は、尻手黒川道路沿いにある田園調布学園大学に向かう系統。早朝1本を除き12時台までは調布学園向けが新20・駅向けが新19、13時以降はその逆という特殊な運行形態となっている。一部時間帯を除き毎時1本のみの運行である。
新25系統は、小田急バスの一般路線として唯一たまプラーザ駅に乗り入れる。概ね1時間に1 - 2本の運転で、2023年5月14日までは美しが丘西一丁目停留所が運賃の境目となっており、新百合ヶ丘駅側は川崎市内運賃、たまプラーザ駅側は横浜市内運賃となっていた。2023年9月1日のダイヤ改正で、共同運行相手の東急バスが撤退し、全便が小田急バスの運行となった。また、同改正で出入庫系統として、吹込 - たまプラーザ駅便が新設。なお、新25に有効な共通定期券の取り扱いは全て終了となった。
百02系統は百合ヶ丘駅を起点として団地坂上・大谷を経由して新百合ヶ丘駅に至る路線。基本的に1時間に1 - 2本の運行であるが、土休日は1時間以上間隔が開く時間帯もある。大谷を起終点とする区間便は、駅向けは早朝、大谷向けは夜間のみの運行である。

新百合ヶ丘駅 - 日光線は、登戸営業所からの移管時に新設された系統。新百合ヶ丘営業所から新百合ヶ丘駅までの出庫回送を営業化したものであり、朝5時台に2便のみ設定されている。

### 稲城線

#### 若葉台駅 - 黒川方面
- 若11：若葉台駅 - 黒川（日曜・祝日のみ）

若葉台駅発着路線の出入庫路線で、日曜・祝日1往復のみの設定である。小田急では吉祥寺駅 - 吉祥寺営業所、武蔵境駅 - 武蔵境営業所に次いで短い路線である。

#### 稲城駅 - 駒沢学園方面
- 稲03：稲城駅 - 駒沢学園（平日・土曜のみ）

稲城駅と駒沢学園を結ぶ路線で、柿24や稲02・新05とともに稲城駅から駒沢学園への通学客輸送を担う。通学時間帯に合わせた運行で、休日には運行されないが、柿24・稲02・新05の各系統は休日も一部便を除き乗り入れるため、同系統を利用することで駒沢学園への利用は可能である。ただし、休日に駒沢学園で授業開講や行事がある日は臨時に運行することがある。なお、駒沢学園の休校期間には、休校ダイヤが組まれ、一部の便が運休となる。

#### 稲城駅 - 向陽台 - 長峰方面
- 稲11：稲城駅 → 向陽台 → 長峰（夜間のみ）
- 稲12：稲城駅 - 向陽台 - 長峰 - 若葉台駅（京王バス多摩営業所と共同運行）

稲城駅から向陽台ニュータウンへ向かう路線で、ニュータウン開発に伴い路線が2度延伸されており、運転を開始した1988年（昭和63年）には向陽台止まりだったものが1995年（平成7年）に長峰まで、1999年（平成11年）に若葉台駅まで伸びている。現在は夜間に一部稲11系統が運行されている他は、全て稲12系統として運行されている。
なお、2005年（平成17年）に京王との共通利用であった長峰折返場が借地の期限が来たため閉鎖され、京王は折返場を利用しない長峰循環（稲13）の運行を開始した（ただし夜間には出入庫路線として京王による長峰止まりが残存）。それに対し小田急は別の場所に新たな（長峰）折返場を開設し、長峰止まり（稲11）の運行を継続している。
この路線は武相運賃区域を走行するが、全区間で前乗り中降りの行き先申告制前払いが採用されている（ただし京王バスは中乗り前降りの運賃後払いが採用されているので注意）。なお、2023年5月15日に実施された川崎市内運賃改定時には、稲11・稲12の川崎市内運賃適用区間を据え置きとしていたが、9月16日の運賃改定に合わせて、この区間も改定された。またこの2路線は、以前まで小田急バスで唯一の中乗り前降りの運賃後払い方式だったが、2016年6月1日より他路線と同様に前乗り中降りの行き先申告制前払い方式に統一された。若葉台駅 - 向陽台の相互利用および向陽台 - 稲城市保健センターの相互利用は200円、上谷戸大橋南 - 向陽台六丁目の相互利用および長峰 - 稲城市保健センターの相互利用は220円、若葉台駅 - 向陽台六丁目および上谷戸大橋南 - 稲城市保健センターの相互利用は230円、長峰 - 稲城駅の相互利用は240円、上谷戸大橋南 - 稲城駅の相互利用は260円、若葉台駅 - 稲城市保健センターの相互利用は270円、その他の区間（若葉台駅・若葉台二丁目・若葉台一丁目 - 稲城中央橋・稲城駅）は300円となっている。
2024年3月16日のダイヤ改正で、終日を通して大幅な減便が実施されたほか、稲11の稲城駅向けの便が廃止。同時に深夜バスも廃止となった。また、京王バスの稲11と長峰循環（稲13）も、この改正で廃止された。

#### 若葉台循環
- 若01：若葉台駅 → 若葉台パークヒルズ → 若葉台四丁目 → 若葉台駅
- 若01：若葉台駅 → 稲城第六中学校 → ビューコート若葉台前 → 若葉台パークヒルズ前 → 若葉台四丁目（最終便のみ）
- 若01：ビューコート若葉台前 → 若葉台パークヒルズ前 → 若葉台小学校西 → 若葉台駅（朝1本のみ）

若葉台駅バスロータリー完成時に新設された路線の一つで、若葉台北西部にある若葉台パークヒルズを循環する。全区間が武相運賃区域を走るが、元から区間の短い路線であるため全区間で均一運賃（200円）となる。2019年4月1日をもって小田急バスは一度撤退し、京王バス南（現・京王バス）の単独運行となっていたが、逆に2025年4月1日に京王バスが撤退し、小田急バス新百合ヶ丘営業所の単独運行となった。移管されるとともに、終日を通して大幅に減便された。

### 稲城市コミュニティバス「iバス」
- Aコース（右回り）平尾団地～稲城市立病院 循環：平尾団地 → 栗平駅 → 若葉台駅 → 長峰 → 向陽台 → 稲城市立病院 → 南多摩駅 → 矢野口駅 → 稲城市役所 → 稲城駅 → 坂浜 → 平尾団地
- Bコース（左回り）平尾団地～稲城市立病院 循環：平尾団地 → 坂浜 → 稲城駅 → 稲城市役所 → 矢野口 → 南多摩駅 → 稲城市立病院 → 向陽台 → 長峰 → 若葉台駅 → 栗平駅 → 平尾団地
- Cコース（往復）平尾団地～南多摩駅：平尾団地 - 坂浜診療所 - はるひ野駅 - 若葉台駅 - 長峰 - 向陽台 - 稲城市立病院 - 南多摩駅
- Dコース（梨）南多摩駅～よみうりランド方面～南多摩駅：南多摩駅 → 稲城市立病院 → 稲城長沼駅 → 稲城駅 → 京王よみうりランド駅 → よみうりランド天安 → 東京ジャイアンツタウン → 京王よみうりランド駅 → 矢野口駅 → 押立郵便局 → 南多摩駅 → 稲城市立病院 → 南多摩駅
- Eコース（ぶどう）南多摩駅～よみうりランド方面～南多摩駅：南多摩駅 → 稲城市立病院 → 押立郵便局 → 矢野口駅 → 京王よみうりランド駅 → よみうりランド天安 → 東京ジャイアンツタウン → 京王よみうりランド駅 → 稲城駅 → 稲城長沼駅 → 稲城市立病院 → 南多摩駅

### 玉川学園コミュニティバス（玉ちゃんバス）

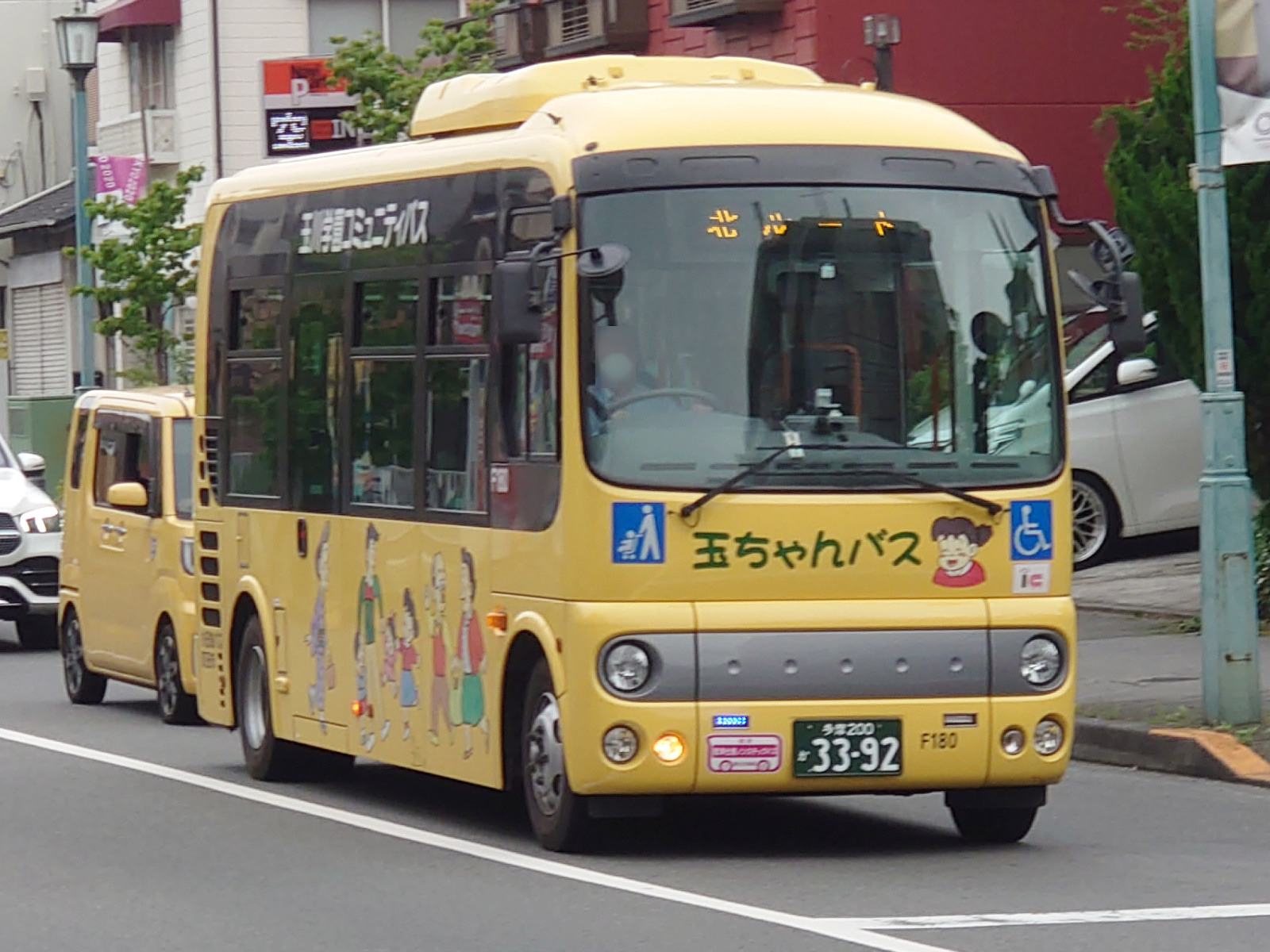
玉ちゃんバス（F180）

- 北ルート：玉川学園前駅 → 月見ヶ丘 → 有楽入口 → 金井小学校 → 松風台 → 玉川学園前駅
- 北ルート：玉川学園前駅 → 月見ヶ丘 → さくらんぼホール → 有楽入口 → 金井小学校 → 松風台 → 玉川学園前駅
- 北ルート：金井小学校 → 松風台 → 玉川学園前駅 （初発出庫）
- 北ルート：玉川学園前駅 → 月見ヶ丘 → 有楽入口 （最終入庫）
- 東ルート：玉川学園前駅南口 → 鶯谷 → つつじヶ丘 → 昭和薬科大学 → 東玉川学園二丁目 → 鶯谷北 → ぬぼこ山 → 玉川学園前駅南口
- 東ルート：玉川学園前駅南口 → 鶯谷 → つつじヶ丘 → 東玉川学園四丁目 → 化石谷公園 → 東玉川学園四丁目 → 昭和薬科大学 → 東玉川学園二丁目 → 鶯谷北 → ぬぼこ山 → 玉川学園前駅南口
- 東ルート：昭和薬科大学 → 東玉川学園二丁目 → 鶯谷北 → ぬぼこ山 → 玉川学園前駅南口 （初発出庫）
- 東ルート：玉川学園前駅南口 → 鶯谷 → つつじヶ丘 → 昭和薬科大学 → 東玉川学園二丁目 （最終入庫）
- 南ルート：玉川学園前駅南口 → ぬぼこ山 → 松見ヶ丘西 → 松見ヶ丘東 → のらくろ坂下 → 玉川学園前駅南口

道路が狭隘で、通常の路線バスの運行が困難だった玉川学園周辺地区の交通不便解消のために設定された路線。町田市ならびに玉川学園コミュニティバス推進協議会と三者協働で運営される。原則自治体からの運行補助金はなく通常の運賃制度のため、Suica・PASMOなども利用可能である。
周辺は神奈川中央交通の営業エリアではあるものの、玉ちゃんバスに関しては小田急バスが運行を担当することとなった。車両は神奈川中央交通のまちっこバスや金森地区コミュニティバス（かわせみ号）とほぼ同じ仕様のディーゼル小型車（日野・ポンチョ）で、玉川学園在住の漫画家みつはしちかこによるイラストがラッピングされている。かつては三菱ふそう・エアロミディME（一部はCNG車）が使用されていたが、2018年に新車が投入されたことで、最後の1台は武蔵境営業所に転属となった（現在は除籍済）。
北ルートは玉川学園及び金井ヶ丘方面への路線で2005年3月21日に、東ルートは東玉川学園及び成瀬台方面への路線で2007年3月21日に、南ルートは玉川学園7・8丁目方面への路線で2016年2月1日に運行開始した。東ルートの鶯谷 - つつじヶ丘間は都県境上の尾根を走行し、北東側に横浜市青葉区奈良町と接する。この付近は奈良北団地にも程近い。

### 空港 - 各駅方面
- 成田線：成田空港 - センター南駅 [注釈 10] - たまプラーザ駅 - 新百合ヶ丘駅（東急バス新羽営業所[注釈 11]・京成バス千葉営業所と共同運行）
- 羽田線：羽田空港 - 新百合ヶ丘駅（京浜急行バス新子安営業所と共同運行）

以前は、羽田線においても東急バス新羽営業所との共同運行であったが、2023年2月28日をもって同路線から撤退した。
新型コロナウイルス感染拡大に伴い、成田線は2020年4月16日から全便運休していたが、2023年8月1日よりダイヤ改正及び運賃改定の上、新百合ヶ丘駅発着は小田急バス便のみ運行再開。

## 廃止・移管路線

### 一般路線
- 鶴12：鶴川駅 → 鶴川二丁目 → 団地南 → 鶴川団地引返場 → 国士舘大学前 → センター前 → 鶴川二丁目 → 鶴川駅（南廻り循環）

神奈中と共同運行の路線だったが、2015年11月4日のダイヤ改正で両社とも廃止された。

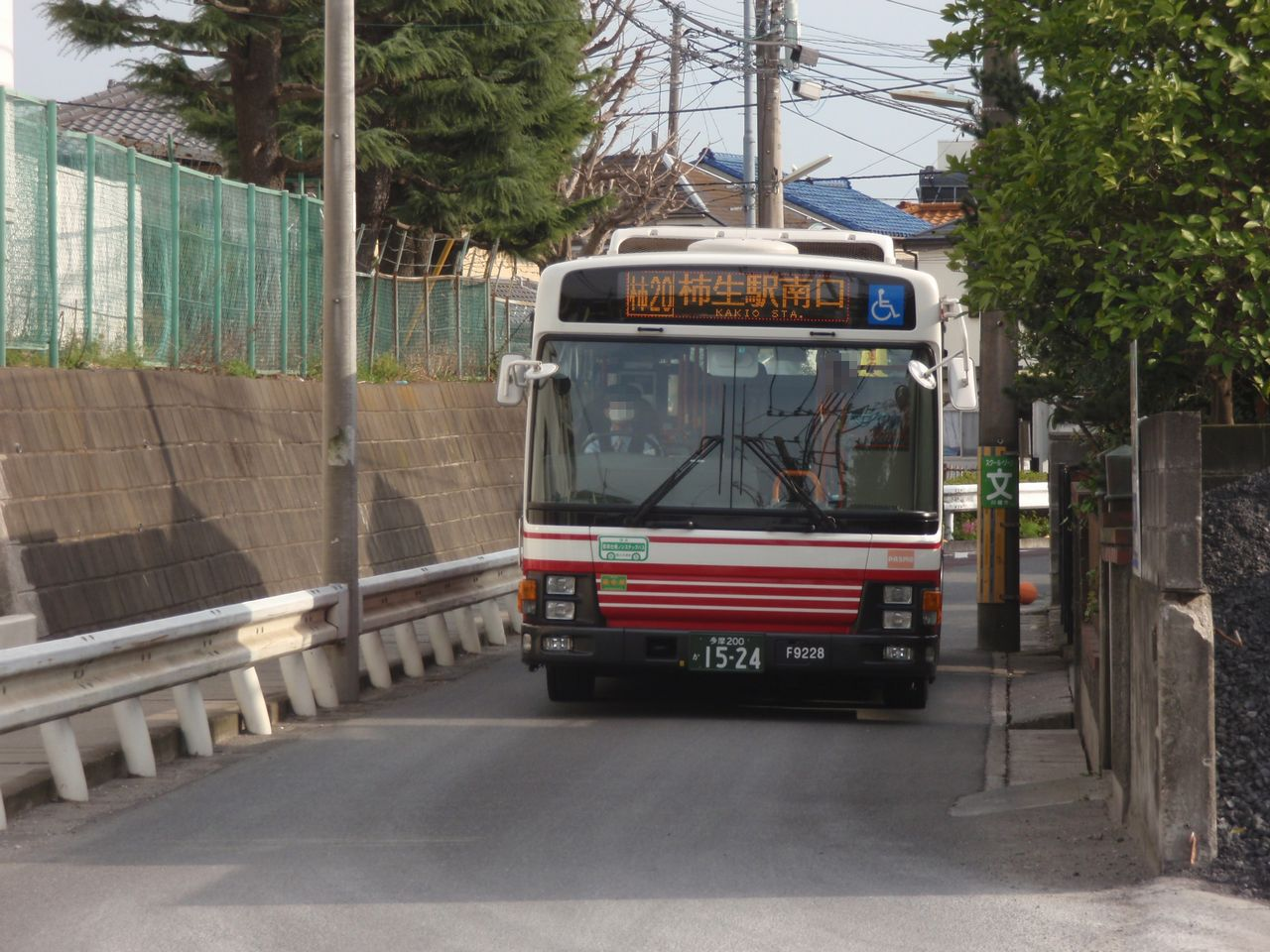
柿20 (07-F9228)

- 柿20：柿生駅南口 - 真福寺 - 下麻生 - 常盤橋 - 神前橋 - こどもの国 - 神前橋 - 中恩田橋 - 杉山神社前 - 成瀬高校前 - 鞍掛 - 町田ターミナル ← 町田バスセンター

小田急バスで唯一となる町田駅乗り入れ路線だった。柿生発は町田ターミナルが終点で、町田バスセンターから町田ターミナル・原町田三丁目を経由して柿生へ戻る（ターミナル→バスセンター間は回送）。
並行する神奈中バス（町92・町82等）は2009年4月6日以降、町田向けの便は全て町田ターミナル経由町田バスセンター行きとして運行、町田始発便は町田ターミナル始発で町田バスセンターを経由（始発から8：59発までは町田バスセンター始発、ターミナルは経由せず）していたが、柿20はそのままであった。

この路線の乗降方式は、こどもの国を境に柿生駅方面は前乗り前払い、町田方面は中乗り後払いだった。町田からこどもの国以遠に向かう場合は、こどもの国到着時に料金を精算する。
なお、横浜市内有効の乗車証での有効区間は、町田バスセンター～早野間、または柿生駅南口～上和田（横浜市内最終停留所）間のいずれかで、全線乗車は不可だった。
2011年9月1日に廃止、最末期は1日僅か2便だった。
- 柿25：柿生駅北口 → 下麻生 → 常盤橋 → 鴨志田団地 → 寺家町 → 甲神社入口
- 柿25：常盤橋 → 鴨志田団地 → 寺家町 → 常盤橋 → 下麻生 → 柿生駅北口

どちらも柿25系統の区間便。甲神社止まりは柿生駅北口から通常の柿25と同じように鴨志田団地・寺家町を経由し、循環区間の終点である甲神社入口で客扱い終了。そこから先は回送となっていた。常盤橋始発は柿生駅北口から回送で走行し、循環区間の最初である常盤橋から客扱いを開始。その先は通常の柿25同一経路鴨志田団地・寺家町を経由し、柿生駅北口まで走行していた。最末期はいずれも1日1～2本となっており、2014年8月31日をもって両便とも廃止となった。
- 新22：新百合ヶ丘駅 - 山口台中央 - 真福寺 - 大谷

新23系統の区間便扱い。大谷折返場までの路線で、主に中休やラッシュ時のバス待機の際に運行されていた。新百合ヶ丘駅発の始発便は生田営業所が担当していたが、2012年8月1日のダイヤ改正により、町田営業所としての運行は終了した（生田営業所が担当する新百合ヶ丘駅発の始発便のみとなったため）。生田営業所が担当する1便についても、2013年6月2日の登戸営業所移転に伴うダイヤ改正で廃止され、系統廃止となった。
- 若02：若葉台駅 - 長峰 - 向陽台 - 城山公園 - 南多摩駅（京王バス南・多摩営業所と共同運行）

2016年6月1日に新設された路線で、稲城駅へは行かずにJR南武線南多摩駅へ向かっていた。こちらも2019年4月1日をもって小田急バスは撤退し、京王バス南（現・京王バス）の単独運行となった。
- 稲10：稲城駅 - 向陽台六丁目 - 向陽台

向陽台ニュータウンに向かう路線として、1988（昭和63年）年に運行を開始。大多数の便は二度にわたって延伸された（先述）。末期は土休日の早朝の稲城向け2本のみの運行となっていたが、2020年11月16日のダイヤ改正で稲11に置き換えられる形で廃止され、系統廃止となった。
- 無番：稲城駅 → 坂浜 → 下黒川

稲城駅から鶴川街道を南下し、若葉台駅の下にある下黒川まで向かっていた路線。平日と土曜の片道1便のみの設定で、2013年9月30日をもって廃止された。
- 深夜急行：新宿駅西口 → 小川原 → 金森四丁目 → 町田バスセンター → 相模大野駅

1989年（平成元年）12月22日、小田急バス初の深夜急行路線として開設。各営業所に配置されていた観光車を町田営業所に転属させ、運用されていた。開設当初は町田バスセンター止まりだったが、翌年10月8日より相模大野駅まで延伸し、途中停留所として町田市の小川原と金森四丁目にも停車するようになった。同時期に開設された神奈川中央交通の深夜急行バス（新宿駅～町田バスセンター）と開設当初から競合状態にあったが、小田急バスは1995年（平成7年）5月31日に深夜急行バスから撤退した。

### 契約輸送
- 2006年7月から、稲城市向陽台にあるマンション「アルボの丘」とシャトルバス契約を締結して、平日の朝夕に専用車が同マンションと稲城駅・南多摩駅をそれぞれ往復していたが、現在は南観光交通に移管されている。

- 2004年7月から約5年間、町田市真光寺にある墓地「いずみ浄苑」とシャトルバス契約を締結して、専用車の三菱ふそう・ローザ（F124号車）が同苑と鶴川駅・若葉台駅をそれぞれ往復していたが、現在は貸切業者の鶴友商行に移管され、同車も移籍している（現在は廃車）。
- 桐光学園の児童・生徒のみが利用可能のスクールバスが栗平駅 - 桐光学園小学校ならびに若葉台駅 - 黒川駅 - 桐光学園中学校・高等学校を専用車で平日の朝・夕、土曜の朝と昼から夕方にかけてのみ運行されていたが、2024年度をもって小田急バスの運行を終了した(小学校は2025年度より他事業者に移管・中高は2024年度をもって廃止)。

## 車両

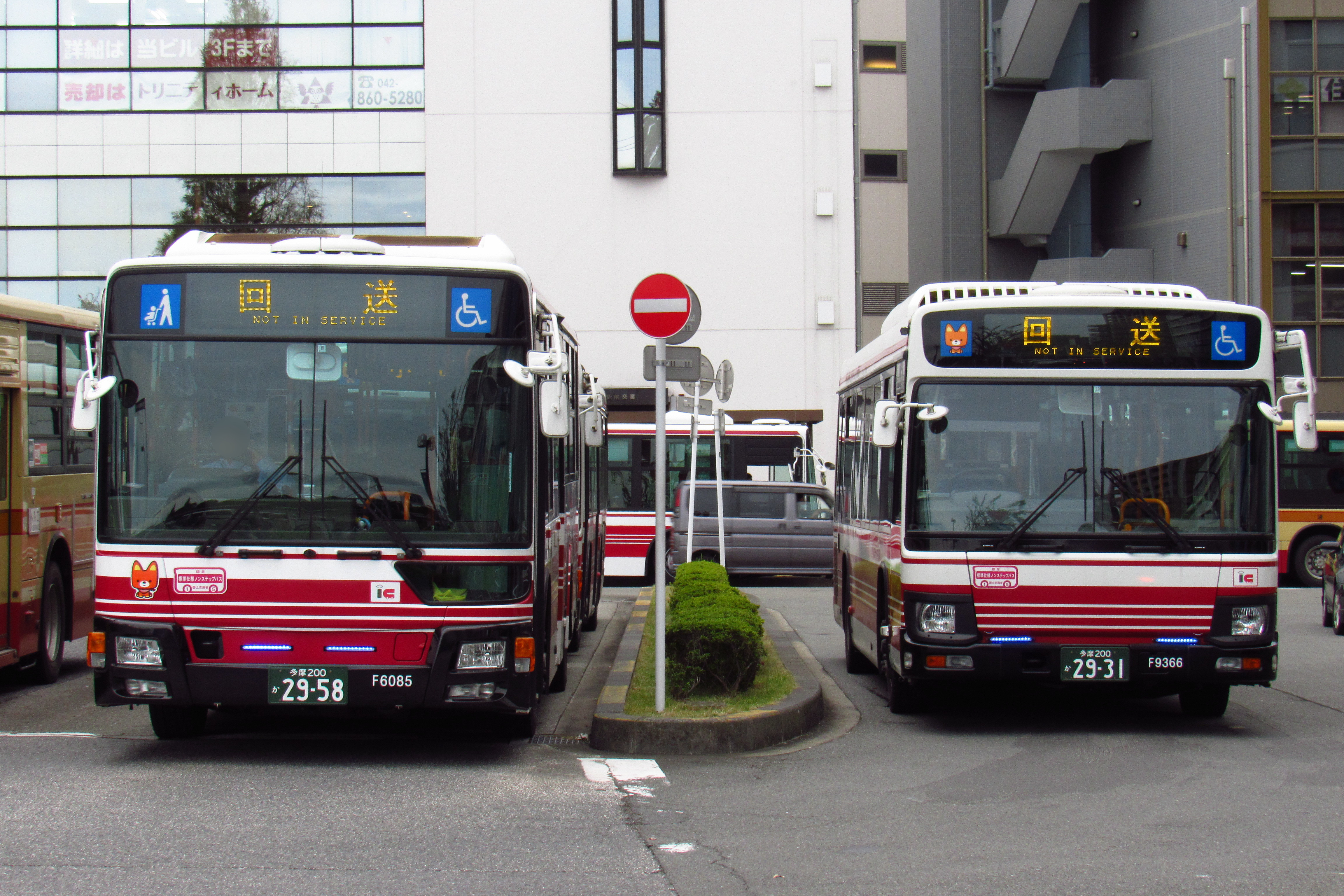
大型車の大半を占める三菱・エアロスターといすゞ・エルガ（16-F6085,16-F9366）

一般路線車はいすゞ・エルガの割合が高いが、三菱ふそう・エアロスターやハイブリッド車の日野・ブルーリボンシティハイブリッドも在籍している。従来から生田営業所（現在の登戸営業所）とともに、基本的には高出力エンジンの車両が選択されてきたが、近年ではエンジン出力向上により営業所に関係なく同一出力の高性能車が導入され、営業所毎のエンジン出力による振り分けは解消された。
以前は小田急バスで唯一となる中乗り整理券方式路線（稲11・稲12）が存在したため、コミュニティバス専用車を除く一般路線車全車両に整理券発行機が取り付けられていたが、2016年6月に全路線が前乗り中降りに統一された為、既存の整理券発行機は使用停止され、ICカードリーダーは撤去された。また、以降投入の新車には設置されていない。また、かつては一部車両のみ運賃表示機付き案内表示機（LED式）が付いていたが、その後LED式案内表示機を搭載する全車両において案内表示機の下段を区切って運賃を表示していた。現在はレシップ製の液晶表示器に交換され、行先や停留所名などの多言語対応が可能になり、英語、中国語（簡体字）、朝鮮語（ハングル）も表示されるようになった。
2013年10月以降、小田急バスのマスコットキャラクター「きゅんた」の誕生1周年を機に08-F9297号車が「きゅんた」ラッピングバス（ベースカラーは青色）として運行を開始した。
他にも、羽田空港・成田空港リムジンバス用に三菱ふそう・エアロエースと日野・セレガが配置されている。さらに、稲城市コミュニティバス「iバス」用と玉川学園コミュニティバス（玉ちゃんバス）用には、小型車の日野・ポンチョが在籍している。「iバス」用車両には赤色地に独自のイラストが入れられており、市の公式イメージキャラクターである「稲城なしのすけ」があしらわれている。玉ちゃんバス用車両は黄色地に独自のイラストを入れた車両となっている。また、上記のコミュニティバス共通予備車として一般路線塗装の三菱ふそう・エアロミディMEが配置されていたが、2023年10月に武蔵境営業所へ転属となった。
かつては桐光学園スクールバス用として、いすれも貸切登録のいすゞ・エルガのツーステップ車2台と日野・メルファ1台が配置されていた。
町田営業所時代は多摩ナンバーであったが、新百合ヶ丘営業所開業に伴い順次川崎ナンバーに変更された。